# Secretaria de Desenvolvimento Urbano do Estado da Bahia
| Secretaria de Desenvolvimento Urbano do Estado da Bahia            |                                  |
| Centro Administrativo da Bahia, Quinta Avenida www.sedur.ba.gov.br |                                  |
| Criação                                                            | 20 de dezembro de 2002 (22 anos) |
| Atual secretário                                                   | Jusmari Oliveira                 |

A Secretaria de Desenvolvimento Urbano do Estado da Bahia (SEDUR) é uma secretaria governamental do Estado da Bahia, no Brasil. A reforma administrativa de 2002 promovida pela lei nº 8.538, de 20 de dezembro de 2002, determinou a criação da SEDUR. O objeto das políticas públicas da Secretaria se refere ao desenvolvimento urbano, à habitação, ao saneamento básico e à assistência técnica aos municípios.
Vinculados à SEDUR estão órgãos de administração pública estadual indireta, a saber: a Companhia de Desenvolvimento Urbano do Estado da Bahia (CONDER) e a Companhia de Transportes do Estado da Bahia (CTB).